# Piet van Kempen
Piet van Kempen (Ooltgensplaat, Oostflakkee, 12 de desembre de 1898 - Brussel·les, 5 de maig de 1985) fou un ciclista neerlandès, que va destacar en les curses de sis dies en què va aconseguir 32 victòries. Va competir professionalment durant més de vint anys.

## Palmarès
- 1916
  -  Campió dels Països Baixos de velocitat amateur
- 1921
  - 1r als Sis dies de Nova York (amb Oscar Egg)
- 1922
  - 1r als Sis dies de Brussel·les (amb Emile Aerts)
- 1923
  - 1r als Sis dies de París (amb Oscar Egg)
- 1924
  - 1r als Sis dies de Nova York (amb Reginald McNamara)
- 1925
  -  Campió dels Països Baixos de velocitat
  - 1r als Sis dies de Brussel·les (amb Emile Aerts)
  - 1r als Sis dies de París (amb Alfred Beyl)
- 1926
  - 1r als Sis dies de Brussel·les (amb Klaas van Nek)
  - 1r als Sis dies de Breslau (amb Ernst Feja)
- 1927
  - 1r als Sis dies de Berlín (amb Maurice Dewolf)
- 1928
  - 1r als Sis dies de Chicago (amb Mike Rodak)
  - 1r als Sis dies de Stuttgart (amb Theo Frankenstein)
  - 1r als Sis dies de Dortmund (amb Maurice Dewolf)
- 1929
  - 1r als Sis dies de Stuttgart (amb Paul Buschenhagen)
- 1930
  - 1r als Sis dies de Brussel·les (amb Paul Buschenhagen)
  - 1r als Sis dies de Breslau (amb Paul Buschenhagen)
  - 1r als Sis dies de Berlín (amb Paul Buschenhagen)
  - 1r als Sis dies de Saint-Étienne (amb Francis Fauré)
  - 1r als Sis dies de Mont-real (amb Joe Laporte)
- 1931
  - 1r als Sis dies de Breslau (amb Willy Rieger)
- 1932
  - 1r als Sis dies de París (amb Jan Pijnenburg)
  - 1r als Sis dies de Dortmund (amb Jan Pijnenburg)
  - 1r als Sis dies d'Amsterdam (amb Jan Pijnenburg)
  - 1r als Sis dies de Marsella (amb Armand Blanchonnet)
- 1933
  - 1r als Sis dies de Cleveland (amb Jules Audy)
- 1934
  - 1r als Sis dies de San Francisco (amb Jack McCoy)
  - 1r als Sis dies de Londres (amb Sydney Cozens)
  - 1r als Sis dies de Minneapolis (amb Reggie Fielding i Heinz Vopel)
- 1935
  - 1r als Sis dies de San Francisco (amb James Corcoran)
  - 1r als Sis dies de Kansas City (amb William Peden)
- 1936
  - 1r als Sis dies de Saint-Étienne (amb Jean van Buggenhout)
- 1937
  - 1r als Sis dies de Saint-Étienne (amb Jean van Buggenhout)
  - 1r als Sis dies de Londres (amb Albert Buysse)